# Kashipur

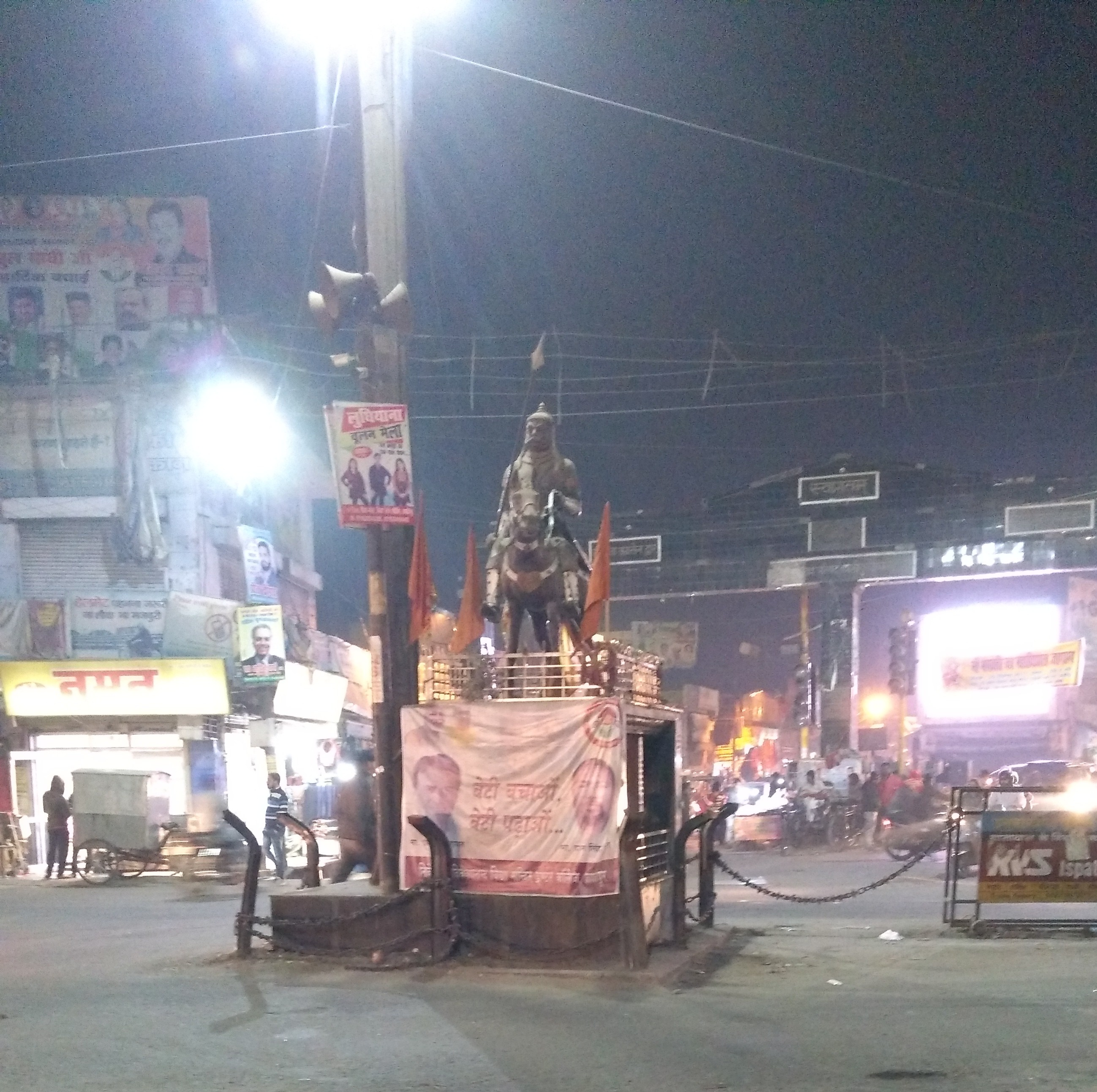
Maharana Pratap Chowk, principal cruzamento de Kashipur

Kashipur é uma importante cidade e centro industrial do distrito indiano de Udham Singh Nagar. No período védico, a cidade se chamava Ujjaini (Ujjayani / Ujjayini Nagar), bem como o rio que a corta, Dhaela, se chamava Swarnabhadra. Foi renomeada Govishan no período seguinte, que é um nome composto de duas palavras, "Govi" (vaca) e "shan" (chifre), significando "chifre de vaca". Nos tempos antigos, Kashipur era conhecida como "a capital do tempo e da prosperidade. A atual cidade de Kashipur foi fundada por um  oficial do rei Devi Chand de Chamba, chamado Kashinath, que atuava na área de Terai, que também foi responsável por dar o nome atual da cidade.
A data exata da fundação de Kashipur é controversa, e muitos historiadores expressaram pontos de vista diferentes sobre esse ela. O bispo Heibar escreveu pela primeira vez em seu livro Viagens na Índia que Kashipur foi fundada por um deus chamado Kashi há 5000 anos (em cerca de 3176 a.c), teoria rejeitada por Sir Alexander Cunningham, que escreveu em seu livro, The Unseant Geography of India , que "o bispo foi enganado por seu informante, pois é sabido que esta cidade é moderna".  Badri Dutt Pandey se opôs às ideias de Cunningham em seu livro "História de Kumaon", alegando que a cidade foi fundada em 1639.

## História
Quando os britânicos chegaram a Kumaun, no final do século XVIII, Kashipur era governada pelo rei Shib Lal, seu segundo rei. Kashipur foi cedida aos britânicos por Shib Lal em 1801, e após isso se tornou uma divisão fiscal. O clérigo Reginald Heber a visitou durante sua viagem a Almora em novembro de 1824, descrevendo a cidade como um "famoso centro de peregrinação hindu". Em 10 de julho de 1837, Kashipur foi incluída no distrito de Moradabad.

## Geografia
Kashipur se localiza no sudeste da região kumaon, no estado indiano de Uttarakhand , dentro doTerai - uma área de terras relativamente baixas, que fica entre 150 e 300 metros acima do nível do mar e  atravessada pela principal bacia aquática do sudoeste de Kumaun, entre as bacias dos rios Ramganga e Kosi. Ao norte da cidade fica o trecho do rio Ramganga componente do Bhabhar, região ao sul da cordilheira de Siwalik e do baixo Himalaia, onde as montanhas se fundem com a planície do rio Ganges, separando a cidade das cordilheiras de Sivalik. Kashipur é drenada apenas por rios e lagos menores, principalmente pelo rio Dhela, um afluente do rio Ramganga.

## Demografia
De acordo com o censo de 2011, a população total da cidade de Kashipur é de 121 623 habitantes, dos quais  63,625 eram homens e 57,985 mulheres, representando um aumento de 30% em comparação com o censo de 2001. Em 1881, a população de Kashipur era de aproximadamente 14.000 pessoas, chegando a 50.000 em 1981. Considera-se que a causa deste crescimento demográfico foi a migração das pessoas das áreas montanhosas a áreas inferiores da região. 
O número de crianças de 0 a 6 anos é de 14.835, o que representa 12,20% da população total da cidade.  A proporção sexual em Kashipur é de 912 mulheres por 1000 homens. Além disso, a taxa de alfabetização da cidade é de 82,45%, superior à taxa de alfabetização do estado (78,82%). A taxa de alfabetização entre os homens é de 86,88%, enquanto nas mulheres a taxa de alfabetização é de 77,63%. Há 6.096 moradores de favelas na cidade, 33.550 pessoas vivem e 27,59% da população total da cidade. 
O hinduísmo e o islamismo são as principais religiões da cidade. . Do total da população da cidade, 62,37% seguem o hinduísmo, 35,06% são muçulmanos.